# KJ Apa
Keneti James Fitzgerald Apa, född 17 juni 1997, är en nyzeeländsk skådespelare, sångare och musiker. Han började spela som Kane Jenkins i såpoperan Shortland Street från 2013 till 2015. År 2017 började han spela som Archie Andrews i CW-dramaserien Riverdale. Apa har filmroller i A Dog's Purpose (2017), The Hate U Give (2018) och I Still Believe (2020).

## Biografi
Apa föddes i Auckland, Nya Zeeland som son till Keneti och Tessa Apa. Fadern är samoan och matai (ledare) för sin by i Samoa. Modern är en europeisk nyzeeländare. Han har två äldre systrar och är brorsonen till den tidigare rugby union spelaren och tränaren Michael Jones.

## Karriär
Från 2013 till 2015 spelade Apa rollen som Kane Jenkins i såpoperan Shortland Street. År 2016 fick Apa rollen som Archie Andrews i CW-dramaserien Riverdale efter fyra månaders global talangsökning.
År 2017 spelade han rollen som Ethan Montgomery i filmen A Dog's Purpose, som släpptes samma dag som Riverdale hade premiär på TV. Apas nästa filmroll var i dramafilmen The Hate U Give år 2018. 

## Privatliv
Sedan 2020 har Apa varit i ett förhållande med franska modellen Clara Berry. Deras barn föddes i september 2021.

## Filmografi (urval)

### Film
| År   | Titel           | Roll                    | Anmärkningar |
| ---- | --------------- | ----------------------- | ------------ |
| 2017 | A Dog's Purpose | Tonårs Ethan Montgomery |              |
| 2018 | The Hate U Give | Chris                   |              |
| 2019 | The Last Summer | Griffin Hourigan        |              |
| 2020 | I Still Believe | Jeremy Camp             |              |
| 2020 | Songbird        | Nico Price              |              |

### TV
| År        | Titel            | Roll                                  | Anmärkningar |
| --------- | ---------------- | ------------------------------------- | ------------ |
| 2013–2015 | Shortland Street | Kane Jenkins                          | 150 avsnitt  |
| 2017–nu   | Riverdale        | Archibald "Archie" Andrews            | Huvudroll    |
| 2017–nu   | Riverdale        | Frederick Arthur "Fred" Andrews (ung) | 2 avsnitt    |